# Musei dell'Alto Mantovano

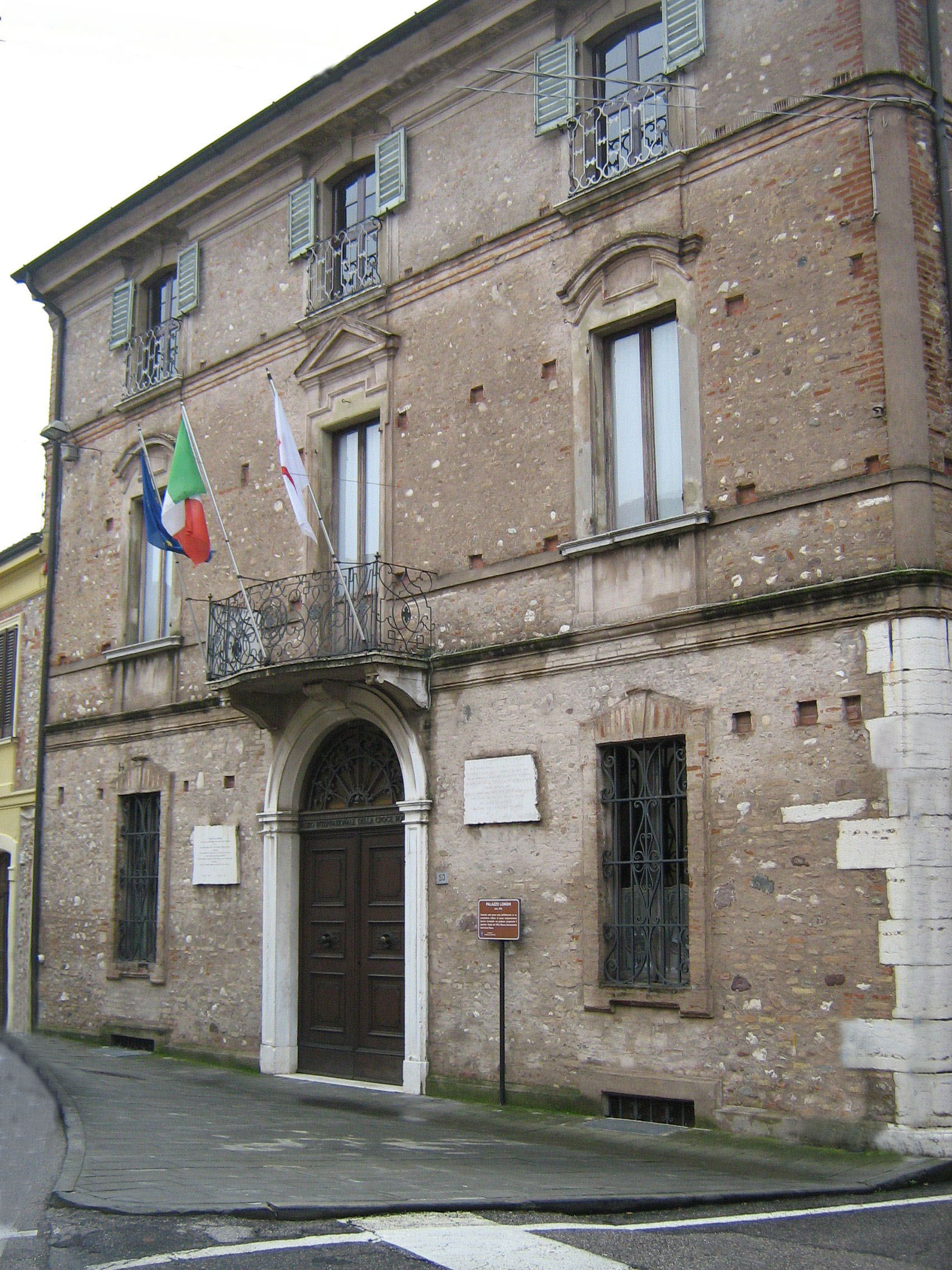
Castiglione delle Stiviere, Museo Internazionale della Croce Rossa

Numerosi sono i musei presenti sul territorio dell'Alto Mantovano e quasi tutti rientrano nel Sistema dei musei mantovani:
- Museo internazionale della Croce Rossa - Castiglione delle Stiviere. L'idea della Croce Rossa, la più grande organizzazione umanitaria internazionale, è nata proprio nelle terre dell'Alto Mantovano, precisamente tra Castiglione delle Stiviere, Solferino e Medole. È stata la straordinaria opera di soccorso prestata dalle donne di Castiglione ai feriti delle battaglie di Solferino e Medole che ha ispirato al ginevrino Henry Dunant, di passaggio a Castiglione, l'ideazione della Croce Rossa[2].
- Museo storico aloisiano presso il collegio Vergini di Gesù - Castiglione delle Stiviere. Conserva testimonianze di notevole interesse di san Luigi e della sua famiglia. È allestito nella sede di origine cinquecentesca del collegio delle Vergini, congregazione fondata nel 1608 dalle nipoti del santo dopo la sua beatificazione. L'esposizione raccoglie una vasta panoramica di suppellettili, ritratti, arredi e parte dei corredi che le nobildonne della famiglia Gonzaga e di altre famiglie nobili avevano portato in dote all'istituzione[3][4]. Pregevole è la raccolta di materiale religioso – croci, reliquiari, calici, immagini sacre, ritratti di San Luigi e della famiglia principesca, l'orologio del 1567, ancora funzionante, donato in occasione della sua nascita – e di oggetti – mobili, quadri, peltri, libri –. Stupendi l'accesso e l'arredo settecentesco in legno dell'antico refettorio[5].
- Museo di Palazzo Bondoni Pastorio - Castiglione delle Stiviere. Fondato nel 2009 da Maria Simonetta Bondoni Pastorio, ultima discendente della famiglia a cui il palazzo appartenne ininterrottamente dal XV secolo, il Museo conserva testimonianze della presenza di Henry Dunant, fra cui la stanza in cui fu ospitato, oggetti personali e alcuni scritti autografi. L'edificio è un suggestivo libro aperto su cinque secoli di storia locale. Dipinti, arredi, volumi e stampe originali offrono visioni del paesaggio, dell'architettura e degli stili di vita dell'aristocrazia dell'Alto Mantovano dall'epoca tardo rinascimentale all'Ottocento. Del periodo del principato di Francesco Gonzaga, fratello di San Luigi, una preziosa testimonianza è la statua custodita nell'atrio del palazzo (1610-1617)[3].
- Museo del Risorgimento di Solferino e San Martino - Solferino[6]. In tre sale il museo conserva quadri e numerosi oggetti d'uso quotidiano appartenuti ai 350.000 soldati partecipanti alle cruente battaglie tra Franco-Sardi e Austriaci del 1859 (11.000 morti e 29.000 feriti). Fanno parte del museo anche la Cappella Ossario, che custodisce nella chiesa dedicata a San Pietro in Vincoli i resti di 7300 combattenti, la Rocca, con cimeli di guerra, e il Memoriale della Croce Rossa Internazionale, eretto nel centenario della battaglia per ricordare Henry Dunant e le centosettantotto sezioni affiliate[7].
- Museo archeologico dell'alto mantovano - Cavriana[8]. Il Museo archeologico dell'Alto Mantovano è stato fondato per iniziativa del Gruppo Archeologico “Cavriana” nel 1964: si tratta di una struttura museale che intende valorizzare il patrimonio archeologico dell'Alto Mantovano, area straordinariamente ricca di testimonianze che ne documentano la continuità storica e culturale dal Neolitico all'età moderna. Il museo ha oggi una valenza regionale e ha la sua sede in Villa Mirra. Nelle sue sale sono conservati i reperti provenienti dalle prospezioni e dagli scavi eseguiti nell'ambito del comprensorio archeologico dell'Alto Mantovano e, in un ideale itinerario cronologico, ne documentano il passato dai periodi preistorici e protostorici, al cestismo e alla romanizzazione fino ai periodi medievali e rinascimentali[9]
- Museo Vecchio Mulino e Antichi Mestieri - Cavriana[10][11].
- Museo Civica raccolta d'arte - Medole[12].

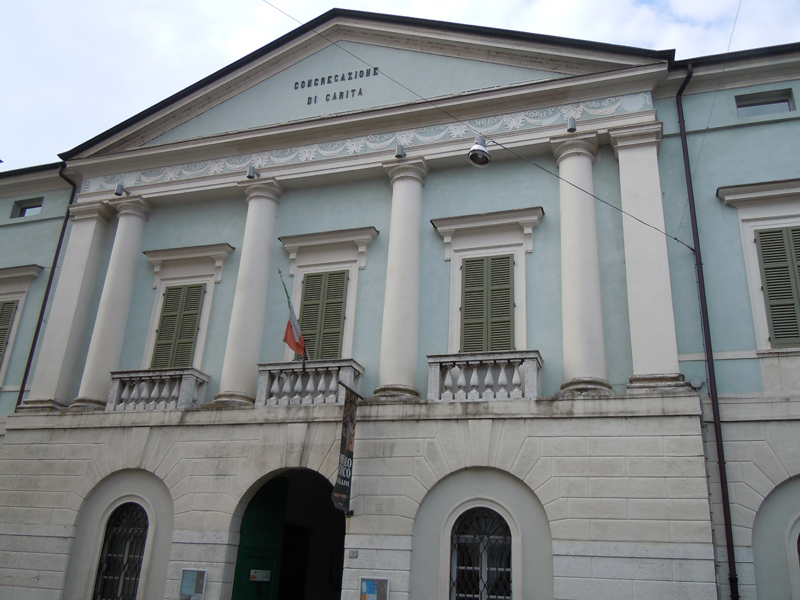
Asola, Monte dei Pegni, sede del Museo Civico Bellini

- Museo civico Goffredo Bellini - Asola. Il materiale esposto, donato dal collezionista asolano Goffredo Bellini (1870-1947), offre una panoramica che spazia attraverso i millenni della storia, dalla preistoria al Novecento, con un'esposizione organizzata per percorsi cronologici e tematici completati da un sintetico apparato didascalico[13]. Il percorso comprende diversi materiali – fossili, pietra, legno, ceramica -, divisi secondo la provenienza: testimonianze preistoriche del territorio, una stele egizia del 2134-2040 a.C., una coppa attica a figure nere della fine del VI secolo a.C., corredi tombali dei Celti e degli Etruschi, manufatti romani ”a pareti sottili” in ceramica. A ciò si aggiungono recenti donazioni di reperti archeologici, quadri e il prezioso Atlante Veneto edito nel 1690 dal geografo Vincenzo Maria Coronelli, testimonianza del dominio di Venezia su Asola. In seguito a una recente sistemazione, al museo Bellini è annesso il museo parrocchiale d'arte sacra Giovan Battista Tosio. Sono esposti i più preziosi oggetti d'arte sacra, quadri, paramenti, dipinti, statue, oreficerie, calici, reliquiari, candelieri, rare sculture lignee cinquecentesche, tutti provenienti dall'antica cattedrale adiacente, costruita in stile tardo-gotico lombardo[14].

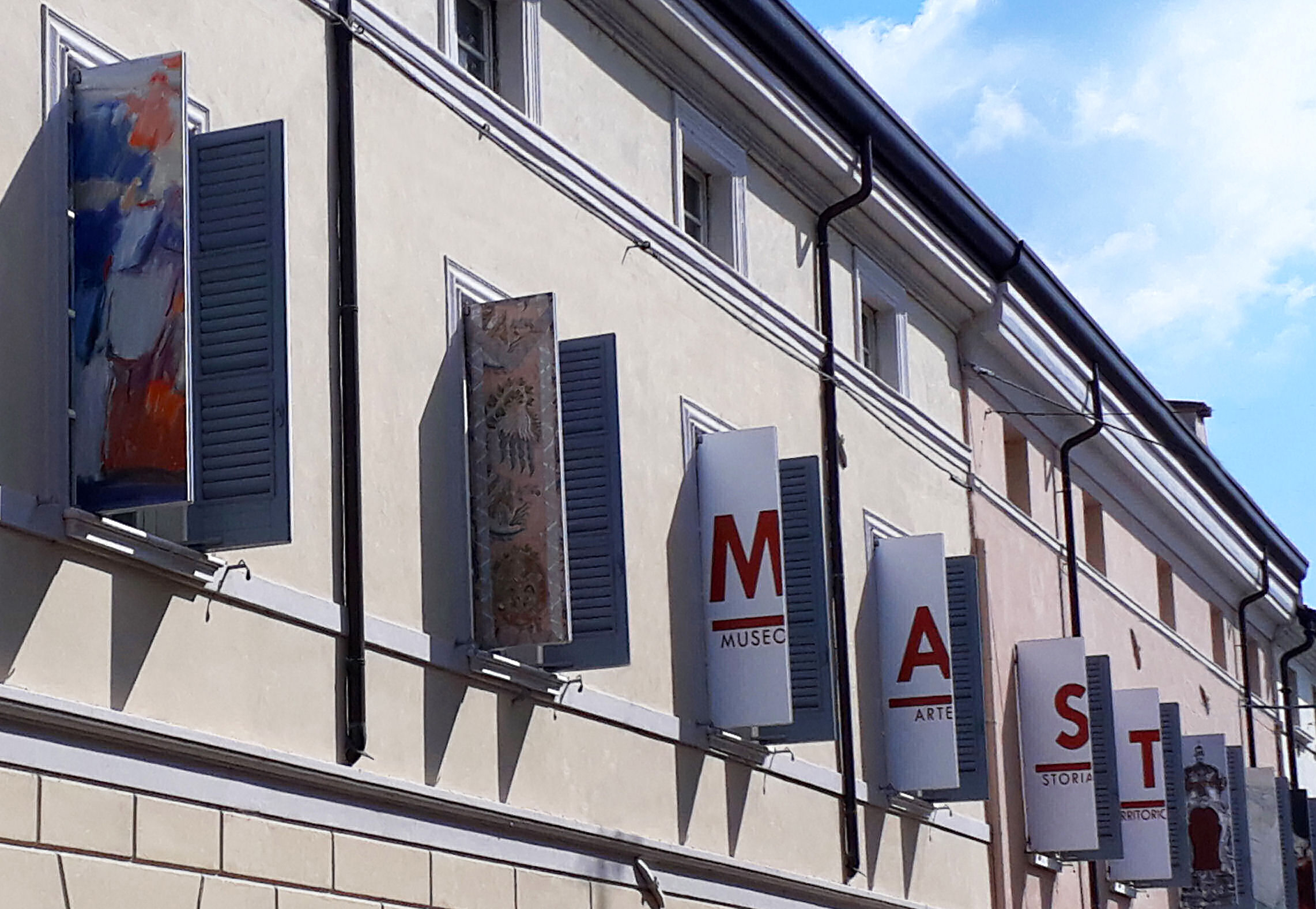
MAST Castel Goffredo

- MAST Castel Goffredo - Castel Goffredo[15].
- Museo Torre di Castelvecchio - Castel Goffredo[16].
- Chiesa prepositurale di Sant'Erasmo e il suo Tesoro - Castel Goffredo.
- Museo d'Arte Moderna e Contemporanea dell'Alto Mantovano - Gazoldo degli Ippoliti[17]. Il museo ha sede in Villa Ippoliti. Sin dalla fondazione (1979) si è caratterizzato come ambiente di ricerca, studio e proposta, non solo come luogo depositario e di conservazione. Il MAM in questi anni ha elaborato una rivalutazione dell'opera dei pittori Archimede Bresciani di Gazoldo, Mario Lomini di Redondesco e del Chiarismo lombardo, sottolineando attraverso pubblicazioni l'entità storica ed estetica dell'arte mantovana. Il Museo possiede ormai una collezione di quasi seicento opere (dipinti, sculture, disegni, grafiche, fotografie, ceramiche, tecniche miste) e da almeno vent'anni presenta mostre di artisti mantovani e lombardi in genere. Nel 2007 è stato consegnato al museo di Gazoldo il marchio identificativo dei musei riconosciuti da Regione Lombardia[18].
- Museo delle Cere della Postumia - Gazoldo degli Ippoliti[19].
- Ecomuseo tra il Chiese, il Tartaro e l'Osone: terra dell'agro centuriato della Postumia”, museo diffuso del Nord-ovest Mantovano, comprende i comuni di Piubega, Casaloldo, Gazoldo degli Ippoliti, Redondesco, Castel Goffredo, Casalmoro, Asola, più le parrocchie di Gazoldo Ippoliti, Castel Goffredo e Casaloldo. Ha sede legale nel municipio di Piubega e sede operativa nel municipio di Casaloldo[20].

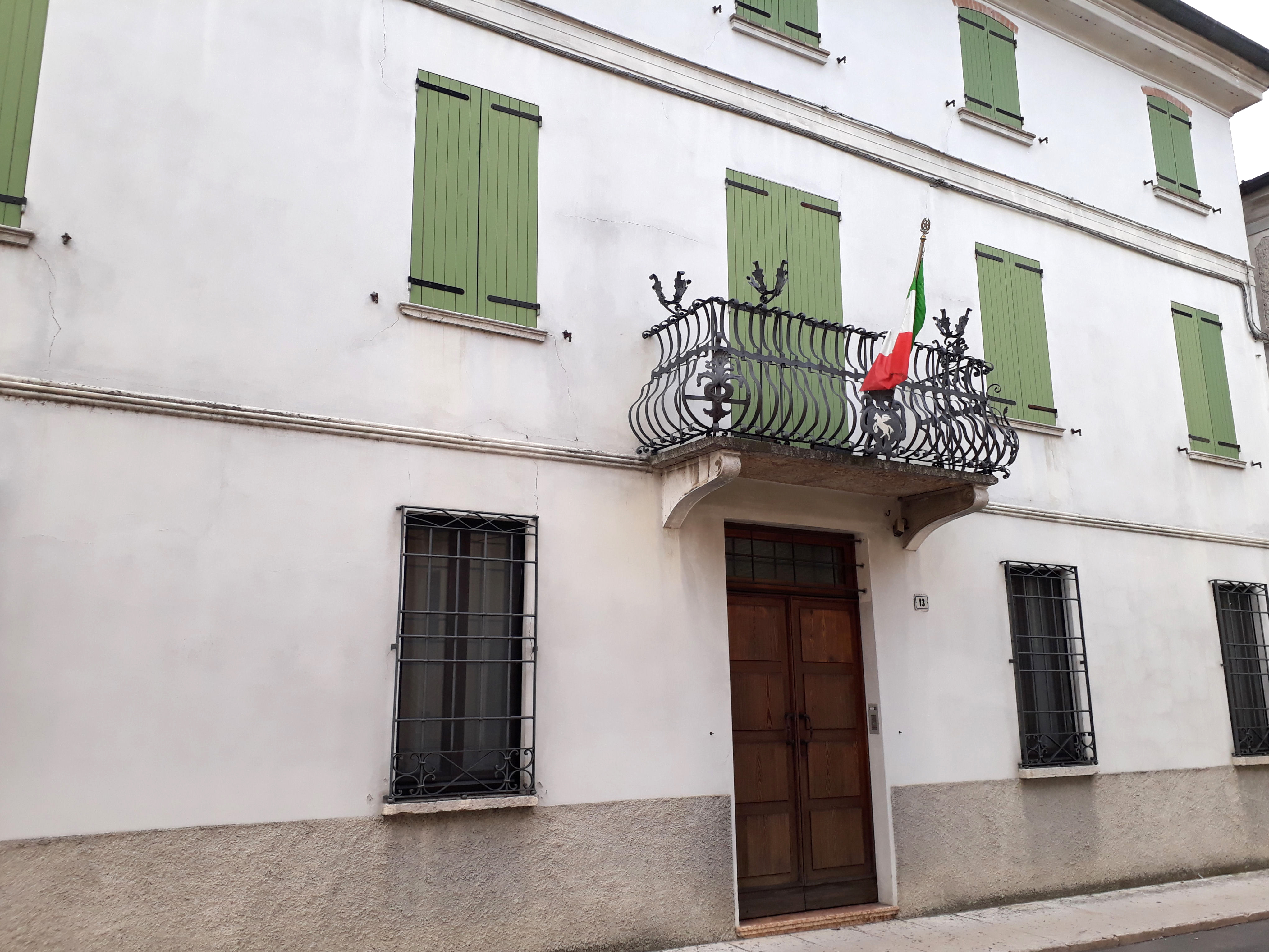
Piubega, Palazzo Cavallara-Pavesi

- Percorso eco museale e giardino botanico - Piubega[19].
- Palazzo Cavallara-Pavesi - Piubega. Ospiterà una raccolta archeologica, Postumiae Antiquarium, con oggetti rinvenuti nel territorio e nel comprensorio mantovano fra Oglio, Chiese, Osone e Mincio.[21]
- Ecomuseo Valli Oglio Chiese - Canneto sull'Oglio[22][23]. In questo museo per la storia della comunità e del territorio sono confluiti la collezione del giocattolo, la collezione Mortara e l'Eco-Museo Oglio-Chiese. Alla donazione iniziale di giocattoli del proprietario della fabbrica cannetese, Superti-Furga, si sono aggiunti nel tempo centinaia di giocattoli e di bambole qui prodotti dalla fine dell'Ottocento a oggi, ordinati per cronologia, per materiale e per funzioni diverse. Arricchiscono ulteriormente il museo la collezione di pittori lombardi dell'Ottocento e del Novecento, lascito di Pietro Mortara nel 1984, e l'insieme di tutti quei materiali che illustrano le caratteristiche ambientali, naturalistiche, storiche ed etnografiche di questa zona che è dedita da secoli alla tradizione orticola del vivaio[24].
- Museo del Reggimento Giovani fascisti Piccola Caprera - Ponti sul Mincio. Museo di ricordi del reggimento “Giovani Fascisti”, combattenti volontari nella guerra in Africa settentrionale (1940-43), istituito nella sua tenuta dal maggiore dei granatieri Fulvio Balisti[25].